# Fritz Knaus
Fritz Knaus, mariborski nadžupan (nemško, Oberbürgermeister) okupacijske oblasti, * 1888, † 1945. 

## Življenjepis
Nekdanji deželni svetnik za okrožje Gradec podeželje in polkovnik SA (nemško, SA-Standartenführer) Fritz Knaus, doma iz Leobna, je bil župan nacistične okupacijske oblasti v Mariboru.  
Knaus se je ob prihodu v Maribor vselil v vilo dotedanjega mariborskega župana Alojzija Juvana, ki je bil z družino izgnan v Srbijo, in v njej nato stanoval med vojno. Danes je ta vila na naslovu Gregorčičeva ulica 47.

## Županovanje
Takoj po okupaciji, aprila leta 1941, je Fritz Knaus postal politični komisar za mesto Maribor. Upravo je prevzel iz rok domačih Nemcev, ki so se že v noči na 8. april 1941 polastili mestne uprave, večino jugoslovanskih mestnih uradnikov pa odpustili. Okrog 10. aprila je Fritz Knaus že sestavil mestno upravo, ki je začela delovati 14. aprila. Tega dne so bili stari občinski odbori razpuščeni in oblast dotedanjih županov je prenehala. Politični komisar je postavil nove župane v vsaki občini, tako imenovane uradujoče župane (nemško, Amtsbürgermeister).
Na čelu nove okupacijske mestne uprave Maribor je bil politični komisar Fritz Knaus, njemu podrejeni pa štirje uradi in pet oddelkov. Urad mestne uprave je vodil uradujoči župan, stotnik SA, Erwin Engelhardt iz Frohnleitna pri Gradcu. 
Do 14. aprila 1941 zjutraj so morali biti odstranjeni vsi slovenski napisi v mestu. Vsa slovenska društva in organizacije so bile razpuščene. 
V Mariboru se je v nekaj mesecih naselilo veliko okupatorjevih uradnikov in uslužbencev ter nekaj gospodarskih strokovnjakov. V tem obdobju se je zaradi odselitev, deportacij in izgonov v taborišča občutno zmanjšalo število slovenskega prebivalstva. Samo v obdobju od začetka junija do konca septembra 1941 je bilo deportiranih kar 4.434 Mariborčanov.
S 1. februarjem 1942, ko so politični komisarji dobili naziv deželni svetnik (nemško, Landrat), je politični komisar okrožja Maribor mesto Fritz Knaus postal nadžupan (nemško, Oberbürgermeister) okrožja Maribor mesto. Za svoje delo je bil odgovoren le šefu civilne uprave za okupirano Spodnjo Štajersko. 
Na dvoriščih sodnih zaporov je okupator v času županovanja Fitza Knausa usmrtil 689 talcev, poleg tega pa so nacisti tik pred koncem vojne ustrelili še več kot 300 drugih talcev. 